# Boțești (Argeș)
Boțești è un comune della Romania di 1 218 abitanti, ubicato nel distretto di Argeș, nella regione storica della Muntenia.
Il comune è formato dall'unione di due villaggi: Boțești e Moșteni Greci.